# Attacchi dell'Irgun
Durante la Grande rivolta araba nel periodo del mandato britannico in Palestina, in cui più di 320 ebrei furono uccisi da attacchi arabi, l'Irgun organizzò attacchi di rappresaglia contro gli arabi.
A seguito dell'uccisione di cinque ebrei nel kibbutz di Kiryat Anavim il 9 novembre 1937, l'Irgun lanciò una serie di attacchi che si esaurirono solo all'inizio della seconda guerra mondiale. Gli attacchi dell'Irgun nel corso di tale periodo provocarono l'uccisione di almeno 250 arabi. 
La seguente lista riporta gli attentati con vittime attribuiti all'Irgun e condotti negli anni trenta e quaranta. Durante questo periodo, l'Irgun ha condotto almeno 60 operazioni.

## Durante la rivolta araba
| Data             | Attacco                                                                                                  | Vittime | Feriti | Riferimenti                      |
| ---------------- | --- | ------- | ------ | -------------------------------- |
| 20 aprile 1936   | Uccisione di lavoratori arabi in una piantagione di banane                                               | 2       | -      |                                  |
| marzo 1937       | Uccisione di Arabi sulla spiaggia di Bat Yam                                                             | 2       | -      | [ 3 ]                            |
| 14 novembre 1937 | Attacchi intorno a Gerusalemme                                                                           | 6       | 9      | [ 4 ] [ 5 ] [ 6 ] [ 7 ]          |
| 12 aprile 1938   | Bomba su treno ad Haifa                                                                                  | 4       | 2      | [ 5 ] [ 8 ] [ 9 ]                |
| 17 aprile 1938   | Bomba in un caffè di Haifa                                                                               | 1       | 8      | [ 5 ] [ 10 ]                     |
| 17 maggio 1938   | Attacco su un bus sulla strada Gerusalemme-Hebron                                                        | 1       | 1      | [ 5 ] [ 11 ]                     |
| 24 maggio 1938   | Spari contro Arabi ad Haifa                                                                              | 3       | -      | [ 5 ]                            |
| 19 giugno 1938   | Lancio di una bomba nel mercato arabo di Haifa                                                           | 18      | 24     | [ 12 ] [ 13 ] [ 14 ] [ 15 ]      |
| 23 giugno 1938   | Sparatorie vicino a Tel Aviv.                                                                            | 5       | 9      | [ 5 ] [ 16 ] [ 17 ]              |
| 26 giugno 1938   | Bomba a Giaffa contro Arabi                                                                              | 7       | -      | [ 5 ]                            |
| 27 giugno 1938   | Uccisione di un Arabo nel cortile di un ospedale di Haifa.                                               | 1       | -      | [ 5 ] [ 18 ]                     |
| 5 luglio 1938    | Sparatorie a Tel Aviv contro Arabi                                                                       | 7       | -      | [ 5 ]                            |
| 5 luglio 1938    | Esplosione di una bomba su un autobus a Gerusalemme                                                      | 3       | -      | [ 5 ]                            |
| 5 luglio 1938    | Attacco a Gerusalemme                                                                                    | 1       | -      | [ 5 ]                            |
| 6 luglio 1938    | Scoppio simultaneo di due bombe nel mercato arabo dei meloni ad Haifa.                                   | 23      | 60     | [ 5 ] [ 7 ] [ 19 ] [ 20 ] [ 21 ] |
| 8 luglio 1938    | Bomba contro Arabi a Gerusalemme                                                                         | 4       | -      | [ 5 ] [ 22 ]                     |
| 16 luglio 1938   | Bomba contro Arabi in un mercato di Gerusalemme                                                          | 10      | -      | [ 5 ] [ 23 ]                     |
| 25 luglio 1938   | Bomba contro Arabi in un mercato di Haifa.                                                               | 43      | -      | [ 5 ] [ 24 ] [ 25 ]              |
| 26 agosto 1938   | Esplosione di una bomba in un mercato di Giaffa                                                          | 24      | 59     | [ 5 ] [ 26 ]                     |
| 27 febbraio 1939 | Bombe al mercato arabo del quartiere Suk di Haifa e al mercato arabo ortofrutticolo di Gerusalemme.      | 33      | 58     | [ 27 ] [ 28 ]                    |
| 29 maggio 1939   | Detonazione di una mina davanti al Rex Cinema di Gerusalemme                                             | 5       | 18     | [ 5 ] [ 29 ]                     |
| 29 maggio 1939   | Sparatoria durante un raid al villaggio di Biyar 'Adas.                                                  | 5       | -      | [ 5 ] [ 30 ]                     |
| 2 giugno 1939    | Bomba alla porta di Giaffa a Gerusalemme                                                                 | 5       | -      | [ 5 ] [ 31 ]                     |
| 12 giugno 1939   | Un artificiere britannico muore nel tentativo di detonare una bomba in un ufficio postale di Gerusalemme | 1       | -      | [ 5 ]                            |
| 16 giugno 1939   | Diversi attacchi a Gerusalemme contro Arabi                                                              | 6       | -      | [ 5 ]                            |
| 19 giugno 1939   | Esplosione di una bomba piazzata su un asino al mercato di Haifa                                         | 20      | 31     | [ 5 ] [ 32 ] [ 33 ] [ 34 ]       |
| 29 giugno 1939   | Sparatorie intorno a Giaffa                                                                              | 13      | -      | [ 5 ] [ 35 ]                     |
| 30 giugno 1939   | Omicidio in un mercato di Gerusalemme                                                                    | 1       | -      | [ 5 ]                            |
| 30 giugno 1939   | Sparatoria a Lifta.                                                                                      | 2       | -      | [ 5 ]                            |
| 3 luglio 1939    | Bomba in un caffè di Haifa contro Arabi                                                                  | 1       | 42     | [ 5 ] [ 36 ]                     |
| 4 luglio 1939    | Due attacchi a Gerusalemme contro Arabi                                                                  | 2       | 4      | [ 5 ] [ 37 ]                     |
| 20 luglio 1939   | Omicidio alla stazione ferroviaria di Giaffa                                                             | 1       | -      | [ 5 ]                            |
| 20 luglio 1939   | Diversi attacchi a Tel Aviv.                                                                             | 6       | -      | [ 5 ]                            |
| 20 luglio 1939   | Uccisioni a Rehovot.                                                                                     | 3       | -      | [ 5 ]                            |
| 26 agosto 1939   | Detonazione di una mina terrestre a Gerusalemme.                                                         | 2       | -      | [ 5 ] [ 38 ]                     |

## Durante l'insurrezione ebraica (1944–47)
| Data              | Attacco | Vittime | Feriti | Riferimenti                 |
| ----------------- | --- | ------- | ------ | --------------------------- |
| 27 settembre 1944 | 150 membri dell'Irgun attaccano quattro stazioni della polizia britannica | 4       | 2      | [ 39 ] [ 40 ]               |
| 29 settembre 1944 | Omicidio a Gerusalemme dell'ufficiale senior del Criminal Intelligence Department (CID). | 1       | -      | [ 39 ] [ 41 ]               |
| 1 novembre 1945   | Distruzione di cinque locomotive nella stazione di Lydda. | 5       | -      | [ 42 ] [ 43 ]               |
| 27 dicembre 1945  | Bomba alla sede del CDI di Gerusalemme e attacco alla base dei Royal Electrical and Mechanical Engineers di Tel Aviv. | 8       | -      | [ 44 ] [ 45 ] [ 46 ]        |
| 22 febbraio 1946  | Distruzione di 14 aeroplani in 5 basi della Royal Air Force. | -       | -      | [ 47 ]                      |
| 22 luglio 1946    | Attentato al King David Hotel. | 91      | 46     | [ 48 ] [ 49 ] [ 50 ] [ 51 ] |
| 30 ottobre 1946   | Sparatoria ed esplosione alla stazione ferroviaria di Gerusalemme. | 2       | -      | [ 52 ]                      |
| 31 ottobre 1946   | Attentato all'ambasciata del Regno Unito in Italia. | -       | 3      | [ 53 ]                      |
| 12 gennaio 1947   | Bomba alla sede centrale britannica. | 4       | -      | [ 54 ]                      |
| 1 marzo 1947      | Bomba al Goldschmidt Officer's Club di Gerusalemme. | 17      | -      | [ 55 ]                      |
| 12 marzo 1947     | Attacco allo Schneller Camp. | 1       | -      | [ 55 ]                      |
| 18 giugno 1947    | Un membro dell'Haganah ucciso da una trappola esplosiva mentre sigillava un tunnel scavato dall'Irgun per far saltare in aria il quartier generale britannico a Citrus House, Tel Aviv.                                                         | 1       | -      | [ 56 ] [ 57 ]               |
| 19 luglio 1947    | Attacco in quattro luoghi di Haifa. | 1       | 12     | [ 58 ]                      |
| 29 luglio 1947    | Impiccagione di due sergenti britannici. | 2       | 0      | [ 59 ]                      |
| 4 agosto 1947     | Due valigie con bombe temporizzate esplodono nel seminterrato dell'Hotel Sacher di Vienna, quartier generale del British Army nell'Austria occupata                                                                                             | -       | -      | [ 60 ] [ 61 ]               |
| 5 agosto 1947     | Bomba all'ufficio del British Labour Department a Gerusalemme | 3       | -      | [ 62 ]                      |
| 9 agosto 1947     | Bomba sul treno Cairo-Haifa | 1       | -      | [ 63 ]                      |
| 12 agosto 1947    | Esplosione di una bomba sul treno militare Londra-Villaco fuori dal tunnel di Tauern vicino Mallintz, Austria, mentre una seconda bomba rimane inesplosa. Un'esplosione fuori dall'ufficio del comandante di campo a Velden non provoca feriti. | -       | 1      | [ 60 ] [ 64 ] [ 65 ]        |
| 26 settembre 1947 | Rapina in una banca. | 4       | -      | [ 54 ]                      |
| 29 settembre 1947 | Esplosione di un barile con una tonnellata di esplosivo nella sede della polizia di Haifa, avvenuta nel primo giorno del sukkot per evitare di colpire gli ebrei.                                                                               | 10      | 53     | [ 54 ] [ 66 ] [ 67 ]        |

## Durante la guerra civile (1947–48)
| Data              | Attacco | Vittime | Feriti | Riferimenti                        |
| ----------------- | --- | ------- | ------ | ---------------------------------- |
| 11 dicembre 1947  | Attacco a Tireh, vicino Haifa | 13      | 6      | [ 68 ] [ 69 ]                      |
| 12 dicembre 1947  | Esplosione di un barile alla Porta di Damasco a Gerusalemme. | 20      | 5      | [ 70 ]                             |
| 13 dicembre 1947  | Bombe fuori dall'Alhambra Cinema. | 6       | 25     | [ 71 ]                             |
| 13 dicembre 1947  | Esplosione di due bombe alla Porta di Damasco a Gerusalemme. | 5       | 47     | [ 72 ] [ 73 ]                      |
| 13 dicembre 1947  | Attacco al villaggio di Yebudieh (al-'Abbasiyya) nel sottodistretto di Giaffa. 24 miliazioni dell'Irgun provenienti da Petah Tiqwa sparano, fanno esplodere case e lanciano granate. Un blindato della polizia britannica viene incendiato. | 10      | 7      | [ 74 ] [ 73 ] [ 75 ]               |
| 15 dicembre 1947  | Bomba al Noga Cinema di Giaffa. | 10      | -      | [ 76 ]                             |
| 29 dicembre 1947  | Lancio di una bomba da un taxi alla Porta di Damasco a Gerusalemme. | 13      | 32     | [ 54 ] [ 77 ] [ 78 ]               |
| 30 dicembre 1947  | Massacro della raffineria petrolifera di Haifa | 6       | 42     | [ 79 ] [ 80 ]                      |
| 1º gennaio 1948   | Sparatoria contro degli Arabi in un caffè di Giaffa. | 2       | 9      | [ 81 ]                             |
| 5 gennaio 1948    | Esplosione di un camion bomba fuori dal Serrani, il municipio di Giaffa. | 14      | 19     | [ 82 ]                             |
| 7 gennaio 1948    | Bomba alla Porta di Giaffa. | 20      | -      | [ 83 ] [ 84 ]                      |
| 10 febbraio 1948  | Attacco contro degli Arabi vicino a Ras al-Ayn dopo aver venduto vacche a Tel Aviv | 7       | -      | [ 85 ]                             |
| 18 febbraio 1948  | Attacco al mercato di Ramla | 12      | 43     | [ 86 ]                             |
| 1º marzo 1948     | Bomba contro Britannici al Bevingrad Officers Club | 20      | 30     | [ 87 ]                             |
| 9-11 aprile 1948  | Massacro di Deir Yassin | 107-120 | -      | [ 88 ] [ 89 ] [ 90 ] [ 91 ] [ 51 ] |
| 6 aprile 1948     | Raid contro il campo dell'esercito britannico a Pardes Hanna. | 7       | -      | [ 92 ]                             |
| 25-30 aprile 1948 | Operazione Hametz | n/d     | n/d    | [ 93 ]                             |